# Edmund Kretschmer
Carl Franz Edmund Kretschmer (født 31. august 1830 i Ostritz, Lausitz, død 13. september 1908) var en tysk komponist.
Kretschmer studerede musik i Dresden, hvor han blev hoforganist (1863) og senere beklædte forskellige musikalske stillinger, navnlig også som kompositionslærer. Han blev særlig bekendt ved sin opera: Die Folkunger (1874) i Wagnersk stil, der i en række år spilledes på mange tyske scener og efterfulgtes af operaerne Heinrich der Löwe, Der Flüchtling og Schön Rotraut.